# Miami Rock Festival
Das Miami Rock Festival fand vom 27. bis zum 29. Dezember 1969 auf der ehemaligen Rennstrecke Miami-Hollywood Motorsports Park statt. Es gilt als das letzte Rockfestival der 1960er Jahre in den USA. Es traten einige der Künstler auf, die auch beim Woodstock-Festival gut vier Monate zuvor dabei gewesen waren, darunter Canned Heat, Santana, Grateful Dead, Johnny Winter und The Band.

## Hintergrund
Das Wetter war zeitweise kalt, nass und windig. Es wurden große Mengen an Rauschmitteln konsumiert. Die Polizei griff hart durch und nahm mindestens 47 Personen fest. Ein junger Mann starb bei einem Sturz von einem Scheinwerferturm.
Am Sonntag Morgen sprach der Prediger Billy Graham, vom Veranstalter eingeladen, von der Bühne zu den Festivalbesuchern.

## Aufgetretene Künstler
Quelle: Woodstock Whisperer, setlist.fm

### Samstag, 27. Dezember 1969
- Canned Heat
- Vanilla Fudge

### Sonntag, 28. Dezember 1969
- Biff Rose
- Cold Blood
- Grateful Dead
- Johnny Winter
- Sweetwater
- The Amboy Dukes
- Paul Butterfield Blues Band
- The Turtles

### Montag, 29. Dezember 1969
- Santana
- The Band
- Tony Joe White